# Pseudobradya truncatiseta
Pseudobradya truncatiseta är en kräftdjursart som beskrevs av Soyer 1974. Pseudobradya truncatiseta ingår i släktet Pseudobradya och familjen Ectinosomatidae. Inga underarter finns listade i Catalogue of Life.